# Главк Морской (Эсхил)
«Главк Морской» — пьеса древнегреческого драматурга Эсхила (предположительно сатировская драма) о беотийском рыбаке, который стал морским богом. Текст пьесы почти полностью утрачен.

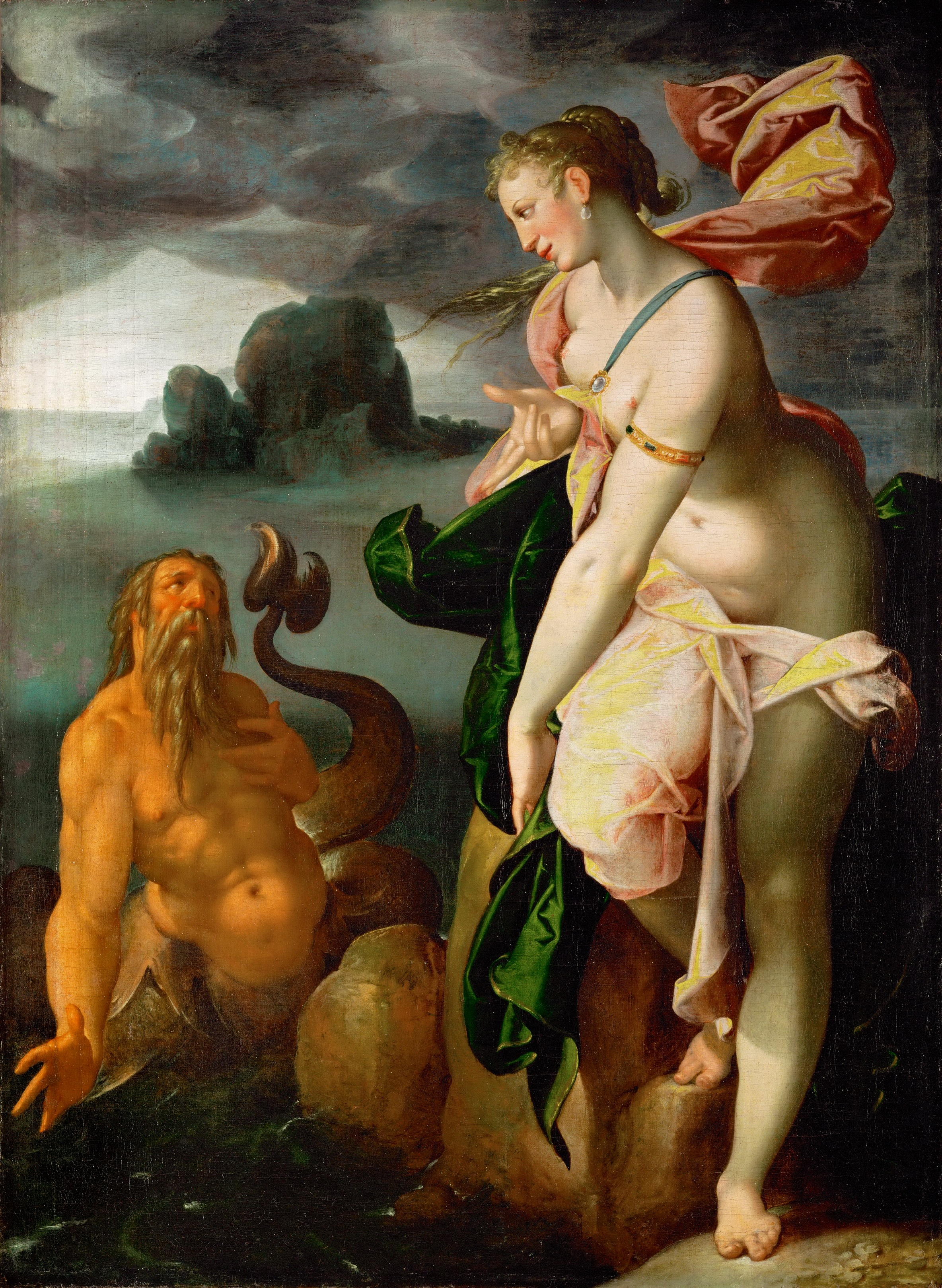
Главк Морской и Скилла

## Сюжет и судьба пьесы
Главный герой «Главка Морского» — мифологический персонаж, рыбак из Анфедона, города в Беотии, который случайно поел травы, дарующей бессмертие, и превратился в морского бога Главка с зелёной бородой и рыбьим хвостом. Главк поселился на Делосе и начал предсказывать морякам будущее.
Эсхил объединял все свои пьесы в циклы (как правило, в тетралогии). «Главк Морской» — одно из тех его произведений, которые не принадлежат ни к одному известному исследователям циклу. Все попытки антиковедов найти смысловые параллели в других эсхиловых пьесах терпят неудачу. Точно неизвестна и жанровая принадлежность пьесы; предполагается, что это была сатировская драма. Текст «Главка Морского» почти полностью утрачен, сохранились только несколько небольших фрагмента, в которых пастух описывает появление Главка из моря и его внешность, а заглавный герой — свои путешествия вдоль побережья Эллады. Главк описывается как «Тварь водяная, человековидная» с «косматой бородой».